# Altium
Altium Limited (до 2001 відома як Protel Systems) — публічна компанія, яка розробляє програмне забезпечення для проєктування електронних пристроїв та друкованих плат. 
Один з центрів досліджень та розробок Altium знаходиться в Києві.
У лютому 2024 року Renesas Electronics домовилася про придбання Altium за $5,9 млрд. Придбання було завершено в серпні 2024 року, і Altium стала дочірньою компанією Renesas Electronics.

## Продукція
Altium розробляє програмне забезпечення, яке використовується для дизайну електронних пристроїв, включаючи друковані плати. Це програмне забезпечення розроблене для використання в середовищі Microsoft Windows та застосовується в таких галузях, як автомобілебудування, аерокосмічна галузь, промислова електроніка, оборонна промисловість, телекомунікації, енергетика, транспорт.

### Altium Designer
Altium Designer — це професійний програмний продукт для проєктування друкованих плат. Altium Designer є флагманським програмним забезпеченням компанії.

### CircuitMaker
CircuitMaker — це програмний продукт для проєктування друкованих плат, орієнтований на хобі та комьюніті хакерів та мейкерів.